# Hrabstwo Lauderdale (Tennessee)
Hrabstwo Lauderdale (ang. Lauderdale County) – hrabstwo w stanie Tennessee w Stanach Zjednoczonych. Obszar całkowity hrabstwa obejmuje powierzchnię 507,14 mil² (1313,49 km²). Według szacunków United States Census Bureau w roku 2009 miało 26 471 mieszkańców.
Hrabstwo powstało w 1835 roku.

## Miasta
- Gates
- Halls
- Henning
- Ripley[4]

| Populacja hrabstwa w poprzednich latach | Populacja hrabstwa w poprzednich latach |
| Rok                                     | Liczba ludności                         |
| --------------------------------------- | --------------------------------------- |
| 1980                                    | 24 112                                  |
| 1990                                    | 23 491                                  |
| 2000                                    | 27 101                                  |
| 2005                                    | 26 795                                  |